# Denicé
Denicé es una comuna francesa situada en el departamento del Ródano, de la región de Auvernia-Ródano-Alpes. Pertenece a la comunidad de aglomeración Villefranche-Beaujolais-Saône.

## Demografía
| 994 | 1004 | 975 | 979 | 1 121 | 1 256 | 1 316 | 1 385 |
| Para los censos de 1962 a 1999 la población legal corresponde a la población sin duplicidades (Fuente: INSEE [Consultar]) |      |     |     |       |       |       |       |